# Anthelidae
Anthelidae zijn een familie van vlinders in de superfamilie Bombycoidea, die alleen in Australië en Nieuw-Guinea voorkomen. In totaal zijn 94 soorten in 9 geslachten beschreven, waarvan er 74 in Australië voorkomen. De familie is het nauwst verwant aan de Bombycidae en Saturniidae. Het typegeslacht van de familie is Anthela.

## Kenmerken
De rupsen hebben een zeer dichte en voor mensen irriterende beharing van brandharen en daarnaast een grote kop met daarop grote oog-achtige vlekken (ocelli).

## Onderfamilies en geslachten
- Anthelinae
  - Chenuala Swinhoe, 1892
  - Nataxa Walker, 1855
    - = Dicreagra Felder, 1874
    - = Aproscepta Turner, 1944

  - Chelepteryx Gray, 1835
    - = Megethna Walker, 1855
    - = Festra Wallengren, 1858

  - Anthela Walker, 1855
    - = Darala Walker, 1855
    - = Ommatoptera Herrich-Schäffer, 1855 non Ommatoptera Pictet, 1888 (Tettigoniidae)
    - = Baeodromus Herrich-Schäffer, 1858
    - = Laranda Herrich-Schäffer, 1858 non Laranda Walker, 1869 (Gryllidae)
    - = Colussa Walker, 1860
    - = Arnissa Walker, 1869
    - = Newmania Swinhoe, 1892
    - = Eulophocampe Scott, 1893

  - Omphaliodes Felder, 1874
    - = Aprosita Turner, 1914

  - Pterolocera Walker, 1855
- Munychryiinae
  - Munychryia Walker, 1865
  - Gephyroneura Turner, 1920
- incertae sedis
  - Pseudodreata Bethune-Baker, 1904
    - = Cycethra Bethune-Baker, 1904 non Cycethra Bell, 1881 (Asteroidea)

## Enkele soorten
- Anthela ferruginosa
- Anthela ocellata
- Anthela varia
- Chelepteryx collesi
- Chenuala heliaspis
- Nataxa flavescens